# Plugstreet 14-18
Plugstreet 14-18 is een oorlogsmuseum in de tot de Henegouwse gemeente Komen-Waasten behorende plaats Ploegsteert, gelegen aan de Mesenstraat 156.
Het museum behandelt de gebeurtenissen tijdens de Eerste Wereldoorlog, 1914-1918. Onder een glazen piramide bevindt zich een ondergrondse ruimte waarin het leven van de soldaten en de burgerbevolking in deze streek tijdens deze oorlog wordt behandeld. Ook de lotgevallen van de Australische soldaten worden belicht.
Een en ander gebeurt met multimedia-installaties, film, interactieve landkaarten, aanraakschermen en dergelijke.
Een fietstocht in de omgeving voert langs tal van oorlogsherinneringen.